# شرکت متالورژی چین
شرکت متالورژی چین (انگلیسی: Metallurgical Corporation of China) شرکت دولتی معادن و فلزات چینی است، که در سال ۲۰۰۸ توسط گروه متالورژی چین تأسیس شد.